# 汇药石蝴蝶
汇药石蝴蝶（学名：Petrocosmea confluens）为苦苣苔科石蝴蝶属下的一个种。

## 扩展阅读
- 維基物種上的相關：汇药石蝴蝶